# Zu früh geträumt
Zu früh geträumt ist ein deutscher Fernsehfilm der Frühling-Fernsehserie von Thomas Jauch. Er wurde am 19. Februar 2017 erstmals im ZDF ausgestrahlt.
Der Film erzählt die Geschichte der Dorfhelferin Katja Baumann, gespielt von Simone Thomalla, die Familien in Notsituationen zur Seite steht und gleichzeitig versucht, Frühling in die Herzen der Menschen zu tragen. Es ist der dreizehnte Film einer Reihe, in deren Mittelpunkt die Menschen des Gemeindeverbundes mit Namen Frühling stehen.
Marco Girnth ist in einer wiederkehrenden Rolle als Tierarzt Mark Weber besetzt und Carolyn Genzkow als Katjas Tochter Kiki sowie Caroline Ebner als Ärztin Dr. Schneiderhahn und Johannes Herrschmann als Pfarrer Sonnleitner. Die Haupt-Gaststars dieser Folge sind Merab Ninidze, Hanna Binke, Sienna Schäffer, Daan Lennard Liebrenz, Annika Kuhl, Patrick Mölleken und Peter Sattmann.

## Handlung
Die alleinerziehende Mutter Anna Huber verlässt sich sehr auf ihre fünfzehnjährige Tochter Amelie. Als Anna wieder einmal außer Haus schläft, stürzt sie bei ihrer überhasteten Eile am Morgen die Treppe hinunter, weil sie sich beeilen wollte, zu ihren Kindern zu kommen. So muss sie ins Krankenhaus und Dorfhelferin Katja Baumann wird gebeten, sich um die drei Kinder zu kümmern, solange Anna außer Gefecht gesetzt ist.
Katja nimmt sich der drei Kinder an und bemerkt sehr schnell, dass Amelie sehr bedrückt ist. Sie hat als Älteste die Verantwortung für ihre beiden Geschwister übernommen, doch scheint das Mädchen ein Geheimnis mit sich herumzutragen. Da Amelie durch den Unfall ihrer Mutter eine Prüfung versäumt hat, versucht Katja, sich für sie einzusetzen, und spricht mit der Lehrerin, die sie bei einem früheren Einsatz kennengelernt hatte. Von ihr erfährt sie, dass Amelies Leistungen seit ein paar Wochen drastisch nachgelassen haben. Ihr Vater ist früh gestorben und ihre Mutter Anna hat seither nur noch Pech mit den Männern. Ihre  beiden Halbgeschwister Patrick und Lisa sind von unterschiedlichen Vätern, die sich nicht um sie kümmern.
Katja versucht zunächst zu erkunden, worin Amelies Leistungsabfall begründet sein könnte; sie vermutet, dass Liebeskummer dahinter steckt. Katjas Vermutung wird zu bitterem Ernst, als Amelie nachts verschwindet und Katja auf ihrem Schreibtisch Spuren eines Abschiedsbriefs an die Geschwister findet. Sofort informiert sie die Polizei und macht sich auch selbst auf die Suche nach dem Mädchen. Sie findet Amelie in den Bergen auf einer sehr hohen Brücke. Katja gelingt es, das Mädchen in einem Gespräch davon zu überzeugen, wieder mit ihr nach Hause zurückzukommen. Amelie beichtet ihr, dass sie schwanger sei und nicht weiter wisse, weil sie sich auf ihre Mutter nicht verlassen könne und die Leute nur reden würden. Amelie zieht Katja soweit ins Vertrauen, dass sie ihr verrät, dass der Nachbarjunge Ingo der Vater sei. 
Katja bemerkt aber auch die Spannungen zwischen Amelie und ihrer Mutter, der das Mädchen übel nimmt, dass sie sich nicht genug um die Familie kümmern würde und keinen Plan hätte. Als sie dann ihre Mutter von der Schwangerschaft unterrichtet, reagiert diese genau so unbekümmert, wie Amelie es vorhergesagt hatte. Als Anna jedoch von Katja erfährt, dass Amelie sich das Leben nehmen wollte, wird ihr klar, dass sie sich mehr um ihre Familie kümmern und dafür ihre verbissene Suche nach einem Vater für die Kinder aufgeben muss.
Amelie setzt derweil Ingo davon in Kenntnis, dass er Vater wird. Überraschenderweise steht er zu ihr und informiert auch gleich seine Eltern, dass er, sobald er 18 ist, Amelie heiraten wolle. Da Amelie von ihrer Mutter darin bestärkt wird, ist sie bereit, das Kind zu bekommen. Dafür will Anna ihren Freund aufgeben, was Amelie aber gar nicht möchte. Kurzerhand spricht sie mit Martin, den die drei Kinder nicht zu stören scheinen und der zu Anna und ihren drei Kindern stehen will. 
Für Katjas Tochter Kiki hat sich mit dem Unfall von Peet auch ihr Leben geändert. Sie kümmert sich dermaßen sachkundig um den querschnittgelähmten jungen Mann, dass Klinikleiter Gabriel ihr medizinisches Talent fördern und ihr die Möglichkeit verschaffen möchte, in Philadelphia zu studieren. Das würde aber heißen, dass sie Peet seinem Schicksal überlassen müsste, wo sie sich gerade erst in ihn verliebt hat. Doch Peet ermuntert sie und so steht ihr Entschluss fest, in den USA Medizin zu studieren. 
Das bedeutet nun auch für Katja, von ihrer Tochter Abschied nehmen zu müssen. Das ist für sie doppelt hart, da es in der Beziehung mit Cem gerade Probleme gibt und derzeit Funkstille zwischen ihnen herrscht. Katja nimmt Cem übel, dass er, ohne sie zu fragen, nach ihrem Vater gesucht hat, zu dem sie seit der Kindheit keinen Kontakt mehr hatte.

## Produktion
Die Episode wurde vom ZDF in Zusammenarbeit mit „Seven Dogs Filmproduktion“ und UFA Fiction produziert und im Rahmen der ZDF-„Herzkino“-Reihe ausgestrahlt.
Der Song Hit My Heart im Vorspann stammt von dem deutsch-schweizerischen Musikduo Boy. Im Abspann wurde der Titel We Go On aus dem Musikalbum Hush (The Secrets Project) von Shelly Fraley verwendet.

## Rezeption

### Einschaltquote
Bei der Erstausstrahlung am 19. Februar 2017 wurde Zu früh geträumt in Deutschland von 5,07 Millionen Zuschauern gesehen, was einem Marktanteil von 13,4 Prozent entsprach.

### Kritik
Rainer Tittelbach von tittelbach.tv findet: Es „schien in der zwölften ‚Frühling‘- Episode ‚Schritt ins Licht‘ die Luft ein bisschen raus gewesen zu sein.“ Doch „sorgen [diesmal] die verschiedenen Handlungsstränge in einer stimmungsvollen Sequenz mit einem vielsagenden Song kurzgeschlossen, zweimal im Film für Abwechslung und eine Art emotionale Bestandsaufnahme. Fazit: Die ‚Frühling‘-Reihe darf man noch nicht abschreiben. Sie zeigt aber auch, wie wichtig die Feinabstimmung ist und wie schnell aus einem launigen Unterhaltungsfilm ein nerviger Reihen-Klon werden kann, wenn nicht alles passt.“
Die Kritiker der Fernsehzeitschrift TV Spielfilm geben dieser Folge nur kommentarlos den „Daumen gerade.“